# 85. pehotni polk (Avstro-Ogrska)
Za druge 85. polke glejte 85. polk.
85. pehotni polk (izvirno nemško Infanterie-Regiment Nr. 85; dobesedno slovensko: Pehotni polk št. 85) je bil pehotni polk k.u.k. Heera.

## Poimenovanje
- Ungarisches Infanterie Regiment »von Gaudernak« Nr. 85
- Infanterie Regiment Nr. 85 (1915 - 1918)

## Zgodovina
Polk je bil ustanovljen leta 1883. 

### Prva svetovna vojna
Polkovna narodnostna sestava leta 1914 je bila sledeča: 33% Rutencev, 29% Romunov, 28% Madžarov in 10% drugih. Naborni okraj polka je bil v Máramarosszigetu, pri čemer so bile polkovne enote garnizirane sledeče: Löcse (štab, I. in IV. bataljon), Máramarossziget (II. bataljon) in Rogatica (III. bataljon).
Med prvo svetovno vojno se je polk bojeval tudi na soški fronti.
V sklopu t. i. Conradovih reform leta 1918 (od junija naprej) je bilo znižano število polkovnih bataljonov na 3.

## Organizacija
1918 (po reformi)
- 1. bataljon
- 2. bataljon
- 4. bataljon

## Poveljniki polka
- 1908: Daniel Materinga[6]
- 1914: Oskar von Bolberitz von Bleybach[1]